# John Gidman
John Gidman (Liverpool, 10 gennaio 1954) è un ex calciatore inglese, di ruolo difensore.

## Caratteristiche tecniche
Giocava come terzino destro.

## Carriera

### Club
Dal 1972 al 1975 ha giocato in Second Division con l'Aston Villa (con cui nella stagione 1971-1972 aveva vinto la Third Division), con cui ha poi giocato in First Division dal 1975 al 1979; dal 1979 al 1981 ha giocato in massima serie con l'Everton, mentre dal 1981 al 1986 ha vestito la maglia del Manchester United. Nel 1986 ha lasciato i Red Devils per accasarsi ai rivali del Manchester City, con cui ha giocato in First Division nella stagione 1986-1987 ed in Second Division nella stagione 1987-1988, dopo la retrocessione dell'anno precedente. Nella stagione 1988-1989 ha giocato prima in Second Division nello Stoke City e poi in Fourth Division (la quarta serie inglese) con il Darlington, con cui è retrocesso in Football Conference. Si è ritirato nel 1989.

#### Nazionale
Tra il 1974 ed il 1976 ha giocato 4 partite con la Nazionale Under-23; nel marzo del 1977 ha giocato una partita in Nazionale (contro il Lussemburgo), mentre nel 1978 ha disputato 2 incontri con la Nazionale B.

## Palmarès

### Giocatore

#### Competizioni giovanili
- FA Youth Cup: 1

Aston Villa: 1971-1972

#### Competizioni nazionali
- Third Division: 1

Aston Villa: 1971-1972
- Coppa di Lega inglese: 2

Aston Villa: 1974-1975, 1976-1977
- Coppa d'Inghilterra: 2

Manchester United: 1982-1983, 1984-1985
- Community Shield: 1

Manchester United: 1983